# شارلوت جينجراس
شارلوت جينجراس هي كاتِبة وكاتبة للأطفال كندية، ولدت في 10 ديسمبر 1943 في مدينة كيبك في كندا.